# Fyteies
Fyteies  este un oraș în Grecia în prefectura Aetolia-Acarnania.